# Breusiwka
Breusiwka (ukr. Бреусівка) – wieś na Ukrainie, w obwodzie połtawskim, w rejonie krzemieńczuckim, w hromadzie Kozelszczyna. W 2001 liczyła 933 mieszkańców.